# Festival del Cinema di Sitges
Il Festival del Cinema di Sitges (Festival de Cine de Sitges) è un festival cinematografico che si svolge annualmente, ad ottobre, nell'omonima città spagnola.
È considerato uno degli eventi più importanti per il genere horror e fantastico.

## Storia
La manifestazione prende vita nel 1968. Da allora si è organizzato ininterrottamente. Il festival viene allestito presso l'Auditorium. Oltre al concorso, si organizzano eventi ed incontri a tema. Nel corso dei vari anni numerosi registi hanno presenziato alla rassegna. Tra i nomi più importanti si ricordano Dario Argento, Quentin Tarantino e Guillermo del Toro.

## Premi
Di seguito sono elencati i principali riconoscimenti. Il premio è noto anche come il Gorilla, mascotte ufficiale dell'evento.
- Miglior film
- Premio Speciale della Critica
- Miglior regista
- Migliore interpretazione maschile
- Miglior interpretazione femminile
- Miglior sceneggiatura
- Miglior fotografia
- Migliore musica
- Migliori effetti speciali